# Молодіжна збірна Китаю з хокею із шайбою
Молодіжна збірна Китаю з хокею із шайбою  — національна молодіжна збірна Китаю, складена з гравців віком не більше 20 років, яка представляє свою країну на міжнародних змаганнях з хокею із шайбою. Управління збірною здійснюється Хокейною асоціацією Китайської Народної Республіки, яка є членом ІІХФ.

## Результати на чемпіонатах світу
- 1986 – Закінчили на 4-му місці (Група «С»)
- 2004 – Закінчили на 2-му місці (Дивізіон III)
- 2005 – Закінчили на 4-му місці (Дивізіон II Група «А»)
- 2006 – Закінчили на 6-му місці (Дивізіон II Група «В»)
- 2007 – Закінчили на 1-му місці (Дивізіон III)
- 2008 – Закінчили на 6-му місці (Дивізіон II Група «В»)
- 2009 – Закінчили на 6-му місці (Дивізіон II Група «В»)
- 2010 – Закінчили на 5-му місці (Дивізіон II Група «В»)
- 2011 – Закінчили на 6-му місці (Дивізіон II Група «В»)
- 2012 – Закінчили на 2-му місці (Дивізіон III)
- 2013 – Закінчили на 1-му місці (Дивізіон III)
- 2014 – Закінчили на 6-му місці (Дивізіон II Група «В»)
- 2015 – Закінчили на 1-му місці (Дивізіон III)
- 2016 – Закінчили на 6-му місці (Дивізіон II Група «В»)
- 2017 – Закінчили на 2-му місці (Дивізіон III)
- 2018 – Закінчили на 2-му місці (Дивізіон III)
- 2019 – Закінчили на 1-му місці (Дивізіон III)
- 2020 – Закінчили на 3-му місці (Дивізіон II Група «В»)
- 2021 – Турніри дивізіонів I, II та III скасовано через пандемію COVID 19.
- 2023 – Закінчили на 1-му місці (Дивізіон II Група «В»)
- 2024 – Закінчили на 4-му місці (Дивізіон II Група «А»)
- 2025 – Закінчили на 5-му місці (Дивізіон II Група «А»)